# 周生錦
周生錦，湖北省漢陽府孝感縣人，清朝政治人物、進士出身。
光緒十二年（1886年），参加光緒丙戌科殿試，登進士二甲128名。同年五月，著主事分部学习。